# Carly Piper
Carly Piper (Estados Unidos, 23 de septiembre de 1983) es una nadadora estadounidense especializada en pruebas de estilo libre, donde consiguió ser campeona olímpica en 2004 en los 4x200 metros.

## Carrera deportiva
En los Juegos Olímpicos de Atenas 2004 ganó la medalla de oro en los relevos de 4x200 metros estilo libre, con un tiempo de 7:53.42 segundos que fue récord del mundo, por delante de China y Alemania (bronce).